# Tasiocera nodulifera
Tasiocera nodulifera là một loài ruồi trong họ Limoniidae. Chúng phân bố ở miền Australasia.